# 3660 Lazarev
3660 Lazarev (1978 QX2) là một tiểu hành tinh nằm phía ngoài của vành đai chính được phát hiện ngày 31 tháng 8 năm 1978 bởi N. Chernykh ở Nauchnyj. Nó được đặt theo tên the 19th century Russian explorer Mikhail Petrovich Lazarev.